# Acaulopage stenospora
Acaulopage stenospora är en svampart som beskrevs av Drechsler 1941. Acaulopage stenospora ingår i släktet Acaulopage och familjen Zoopagaceae.   Inga underarter finns listade i Catalogue of Life.